# Che non si sappia in giro
Che non si sappia in giro è l'album d'esordio dell'attore e cantautore italiano Rocco Papaleo, pubblicato nel 1997 dalla BMG Ricordi come "Rocco Papaleo & famiglia".
Il brano Foca è stato interpretato da Papaleo al Festival di Sanremo 2012, nel quale l'attore ha fatto da spalla al conduttore Gianni Morandi.
Il brano Basilicata on my mind è stato eseguito da Papaleo ancor prima dell'uscita del disco, nella serie televisiva Classe di ferro, in cui ha anche un ruolo da attore. Nel 2010 è il tema principale del suo primo film da regista Basilicata coast to coast ed è stato cantato, in duetto con Arisa, al DopoFestival di Sanremo 2019.

## Formazione[3]
- Rocco Papaleo: voce
- Antonello Aguzzi: pianoforte, voce, registrazioni addizionali, editing
- Feiez: sax in L'amore che se ne va, cori in L'amore che se ne va, Basilicata on my mind e La cicala e la formica
- Davide Civaschi: chitarra in La cicala e la formica, Sarà vero, Oggi sono emozionato
- Claudio Dentes: produzione e registrazioni addizionali
- Roberto Cecchetto: chitarra
- Naco: percussioni
- Demo Morselli: tromba in Foca, Cos'è successo al tenore Oliviero Zagolin, Sto facendo l'amore
- Daniele Silvestri: voce e coautore di Foca

## Tracce
1. È l'amore che se ne va
2. Foca (feat. Daniele Silvestri)
3. Oggi sono emozionato
4. Cosa è successo al tenore Oliviero Zagolin
5. Basilicata on My Mind
6. Sottovoce
7. Sto facendo l'amore
8. La cicala e la formica
9. Sarà vero
10. Jazz Jazz